# Couture-sur-Loir
Couture-sur-Loir és un municipi francès, situat al departament del Loir i Cher i a la regió de Centre – Vall del Loira. L'any 2007 tenia 433 habitants.

## Demografia

### Població
El 2007 la població de fet de Couture-sur-Loir era de 433 persones. Hi havia 233 famílies, de les quals 92 eren unipersonals (42 homes vivint sols i 50 dones vivint soles), 100 parelles sense fills, 33 parelles amb fills i 8 famílies monoparentals amb fills.
La població ha evolucionat segons el següent gràfic:
Habitants censats

### Habitatges
El 2007 hi havia 359 habitatges, 233 eren l'habitatge principal de la família, 96 eren segones residències i 30 estaven desocupats. Tots els 357 habitatges eren cases. Dels 233 habitatges principals, 199 estaven ocupats pels seus propietaris, 28 estaven llogats i ocupats pels llogaters i 6 estaven cedits a títol gratuït; 2 tenien una cambra, 17 en tenien dues, 71 en tenien tres, 64 en tenien quatre i 80 en tenien cinc o més. 215 habitatges disposaven pel capbaix d'una plaça de pàrquing. A 111 habitatges hi havia un automòbil i a 92 n'hi havia dos o més.

### Piràmide de població
La piràmide de població per edats i sexe el 2009 era:
| Homes | Edats   | Dones |
| ----- | ------- | ----- |
| 0     | 95 o +  | 0     |
| 8     | 90 a 94 | 4     |
| 8     | 85 a 89 | 4     |
| 4     | 80 a 84 | 4     |
| 16    | 75 a 79 | 44    |
| 20    | 70 a 74 | 12    |
| 28    | 65 a 69 | 32    |
| 24    | 60 a 64 | 20    |
| 4     | 55 a 59 | 16    |
| 12    | 50 a 54 | 8     |
| 12    | 45 a 49 | 8     |
| 4     | 40 a 44 | 12    |
| 16    | 35 a 39 | 0     |
| 0     | 30 a 34 | 8     |
| 24    | 25 a 29 | 16    |
| 4     | 20 a 24 | 0     |
| 8     | 15 a 19 | 0     |
| 0     | 10 a 14 | 4     |
| 8     | 5 a 9   | 4     |
| 8     | 0 a 4   | 0     |

## Economia
El 2007 la població en edat de treballar era de 203 persones, 162 eren actives i 41 eren inactives. De les 162 persones actives 150 estaven ocupades (79 homes i 71 dones) i 12 estaven aturades (6 homes i 6 dones). De les 41 persones inactives 29 estaven jubilades, 3 estaven estudiant i 9 estaven classificades com a «altres inactius».

### Ingressos
El 2009 a Couture-sur-Loir hi havia 224 unitats fiscals que integraven 413 persones, la mediana anual d'ingressos fiscals per persona era de 18.291 €.

### Activitats econòmiques
Dels 20 establiments que hi havia el 2007, 2 eren d'empreses extractives, 1 d'una empresa alimentària, 4 d'empreses de construcció, 1 d'una empresa de comerç i reparació d'automòbils, 1 d'una empresa de transport, 2 d'empreses d'hostatgeria i restauració, 1 d'una empresa d'informació i comunicació, 1 d'una empresa financera, 2 d'empreses de serveis, 3 d'entitats de l'administració pública i 2 d'empreses classificades com a «altres activitats de serveis».
Dels 6 establiments de servei als particulars que hi havia el 2009, 1 era una oficina bancària, 1 paleta, 1 guixaire pintor, 1 fusteria, 1 lampisteria i 1 restaurant.
L'únic establiment comercial que hi havia el 2009 era una fleca.
L'any 2000 a Couture-sur-Loir hi havia 19 explotacions agrícoles que ocupaven un total de 1.116 hectàrees.

## Equipaments sanitaris i escolars
El 2009 hi havia una escola elemental integrada dins d'un grup escolar amb les comunes properes formant una escola dispersa.

## Poblacions més properes
El següent diagrama mostra les poblacions més properes.